# Back Journal
Das Back Journal ist ein deutschsprachiges, überregionales Fachmagazin für die Backbranche, das einmal im Monat erscheint. Die Zielgruppe sind Filialbetriebe und Premiumbäcker in Deutschland, Österreich und der Schweiz. Das Magazin erscheint bei der Inger Verlagsgesellschaft mbH. Chefredakteur ist Dirk Waclawek und Geschäftsführer des Verlages sind Monika Kordhanke und Henning Tau.

## Schwerpunktthemen
Die Zeitschrift berichtet zu den Schwerpunktthemen
- Nachrichten,
- Bäckereikonzepte,
- Rohstoffe,
- Recht,
- Retouren,
- Fachthemen,
- Food Service.

## Sonderhefte
Zur Nachberichterstattung der Messen Internorga und Südback erscheint jeweils ein Sonderheft.

## Geschichte
Anfang der 70er Jahre informierte sich das Bäckerhandwerk primär über Fachblätter der Landesverbände. Der erste Verleger des Back Journal, Hans-Dobler, hatte im Sinn, eine unabhängige, bundesweit erscheinende Fachzeitschrift für die gesamte Backbranche zu schaffen. 1973 erschien das erste Back Journal. 1983 übernahm Wilhelm Schlame das Magazin. Seit 2002 ist es in den Händen des Verlegers Trond Patzphal.

## Marktkieker
Der Marktkieker ist ein Marketing- und Innovationspreis der Backbranche in Deutschland, Österreich oder der Schweiz. Er zeichnet unternehmerische Leistungen der Branche aus. Der Preis wurde 1987 vom Back Journal und dem Unternehmer Fridjof Olms ins Leben gerufen.
Heute ist der alleinige Stifter des Preises das Back Journal. Preisträger sind nur Betriebe, die Brot und Backwaren produzieren und selbst distribuieren. Die Betriebsgröße spielt  bei der Vergabe keine Rolle. Die Nominierung erfolgt aus Initiativbewerbungen und Vorschlägen einer unabhängigen Fachjury. Jeweils zwei Juroren besuchen im Anschluss die nominierten zehn bis zwölf Betriebe über zwei Tage. In einer geheimen Wahl der Jury werden dann in der Regel drei oder vier Marktkieker-Preisträger gekürt. 
Die Verleihung erfolgt anschließend auf einer festlichen Gala in Berlin, üblicherweise im Hotel Adlon statt. Hier bekommen die Gewinner die Marktkieker-Skulptur überreicht. Dabei handelt es sich um eine 25 Zentimeter große Bronzefigur, die einen Bäcker mit einem Brotschieber darstellt, der symbolisch einen Schritt nach vorne macht. Sie wurde von der Berliner Künstlerin Sati Zech entworfen. Der Name Marktkieker geht einerseits auf den Ort der ersten Verleihung zurück und verkörpert andererseits die Idee der Marktbeobachtung: Er trägt den Namen des Restaurants der ersten Gala, die noch in Großburgwedel bei Hannover stattfand. Zudem bedeutet das norddeutsche Wort kieken nach etwas schauen oder (neugierig) Ausschau halten.